# Outer Isolation
Outer Isolation es el segundo álbum de estudio de la banda de thrash metal progresivo Vektor. Fue publicado el 21 de noviembre de 2011 por Heavy Artillery Records. Este álbum es más corto que su predecesor, con un total de 51 minutos de duración.

## Lista de canciones
Todas las canciones escritas y compuestas por Vektor. 
| N.º   | Título                          | Duración |  |
| 1.    | «Cosmic Cortex»                 | 10:22    |  |
| 2.    | «Echoless Chamber»              | 5:16     |  |
| 3.    | «Dying World»                   | 5:18     |  |
| 4.    | «Tetrastructural Minds»         | 5:21     |  |
| 5.    | «Venus Project»                 | 6:47     |  |
| 6.    | «Dark Creations, Dead Creators» | 3:25     |  |
| 7.    | «Fast Paced Society»            | 6:45     |  |
| 8.    | «Outer Isolation»               | 8:27     |  |
| 51:41 |                                 |          |  |

## Personal
- David DiSanto – Guitarra, Voz

- Erik Nelson – Guitarra

- Frank Chin – Bajo

- Blake Anderson – Batería

- Datos: Q7111985